# Estadio Mansiche
Le stade Mansiche (ou stade Carlos Mansiche) est le stade de football principal de la ville péruvienne de Trujillo. Il fut inauguré en 1946 et avait une capacité initiale de 14 000 spectateurs,.
Propriété de l'Instituto Peruano del Deporte, le stade est le lieu de résidence des matchs à domicile de l'Alfonso Ugarte, Carlos Tenaud, Carlos A. Mannucci, Universidad César Vallejo et Sport Vallejo. Maintenant sa capacité est de 25 036 places assises.

## Histoire
Il est inauguré le 12 octobre 1946 à l'occasion d'un match amical opposant le Deportivo Trujillo au Sport Tigre de Trujillo.

## Événements
- Finale de la Copa Perú 1999, 2001, 2003
- Copa América 2004
- Coupe du monde de football des moins de 17 ans 2005
- Jeux bolivariens 2013
- Finale du Championnat du Pérou 2014